# یواس‌اس هال (دی‌دی-۳۵۰)
یواس‌اس هال (دی‌دی-۳۵۰) (به انگلیسی: USS Hull (DD-350)) یک کشتی بود که طول آن ۳۴۱ فوت ۴ اینچ (۱۰۴٫۰۴ متر) بود. این کشتی در سال ۱۹۳۴ ساخته شد.